# 김상두
김상두(1934년 2월 12일 ~ 2015년 11월 11일)는 대한민국의 정치인이다. 제39·40대 장수군수를 역임했다.

## 역대 선거 결과
|  | 56.14% |

|  | 100.00% |

|  | 45.36% |